# Okręg Avesnes-sur-Helpe
Okręg Avesnes-sur-Helpe (fr. Arrondissement d’Avesnes-sur-Helpe) – okręg w północnej Francji. Populacja wynosi 234 tysiące.

## Podział administracyjny
W skład okręgu wchodzą następujące kantony:
- Avesnes-sur-Helpe-Nord,
- Avesnes-sur-Helpe-Sud,
- Bavay,
- Berlaimont,
- Hautmont,
- Landrecies,
- Maubeuge-Nord,
- Maubeuge-Sud,
- Quesnoy-Est,
- Quesnoy-Ouest,
- Solre-le-Château,
- Trélon.